# Immeuble Pohjola
L'Immeuble Pohjola (en finnois : Pohjolan talo) est un immeuble situé dans le quartier de Kluuvi à Helsinki en Finlande.

## Architecture
L’immeuble est construit au 44, rue Aleksanterinkatu pour devenir le comptoir principal de la société d'assurance Pohjola. Le plan d'ensemble est d'Ines et Agathon Törnvall. Sa façade est conçue par le cabinet d'architectes Gesellius-Lindgren-Saarinen. 
Un concours d'architecture est organisé en 1899 et la façade et les espaces intérieurs les plus importants sont réalisés en 1899–1901
Extérieurement, l'immeuble a un aspect massif. Sa façade en stéatite  de Juuka a un style  du romantisme national. On y trouve entre autres des références au Kalevala et aux maisons finlandaises traditionnelles en rondins.
Le renfoncement de l'entrée principale conçu par Hilda Flodin avec des bonhommes grimaçants et des ours est le signe distinctif de la société Pohjola,.
Les renforcements en cuivre des portes sont d'Eric Otto Woldemar Ehrström et les plafonniers intérieurs sont de Gabriel Wilhelm Sohlberg.
Le comptoir principal de Pohjola déménage à la fin des années 1960 pour un immeuble conçu par  Heikki Castrén dans le quartier de Niemenmäki .
En 1972, le bâtiment Pohjola devient la propriété de la Kansallis-Osake-Pankki ,.
Le hall est transformé en salle de réunion du conseil de direction par le cabinet d'architectes Yrjö Turkka.
Au rez-de-chaussée du bâtiment il y a eu pendant des décennies la célèbre boutique de tabac Havanna-Aitta fondée en 1911 par le Danois Christian Christensen.
En 2020, le bâtiment appartient à Ilmarinen oy et héberge des sociétés comme Takoa Invest.